# Raffaele Guariglia
Raffaele Guariglia, född 19 februari 1889, död 25 april 1970, var en italiensk diplomat.
Guariglia började sin bana 1910 och var efter tjänstgöring vid beskickningarna i London, Sankt Petersburg, Paris och Bryssel chef för utrikesministeriets orientaliska avdelning 1920–1926, direktör för politiska avdelningen 1926–1936, ambassadör i Spanien 1932–1936, i Argentina 1936–1938, i Frankrike 1938–1940, vid Vatikanen 1942–februari 1943 och därefter i Turkiet. Efter Benito Mussolinis fall var Guariglia utrikesminister i Pietro Badoglios regering juli–oktober 1943.